# ۰-۶-۲
۰-۶-۲ (انگلیسی: 2-6-0)
نام یک نوع از لوکوموتیو بخار است که به خاطر اندازه چرخهایش ۰-۶-۲ نام گرفته است. این لوکوموتیو در ایالات متحده آمریکا و اروپا، استفاده می شده است. از این لوکوموتیو در ایالات متحده آمریکا طی سال‌های ۱۸۶۰ تا ۱۹۲۰ میلادی استفاده می‌شده است. در خطوط راه آهن فیلادلفیا به مقصد بالدوین از دو عدد از این لوکوموتیوها در سال‌های ۱۸۵۲-۵۳ میلادی استفاده می‌شده است.